# Свята Нідерландів

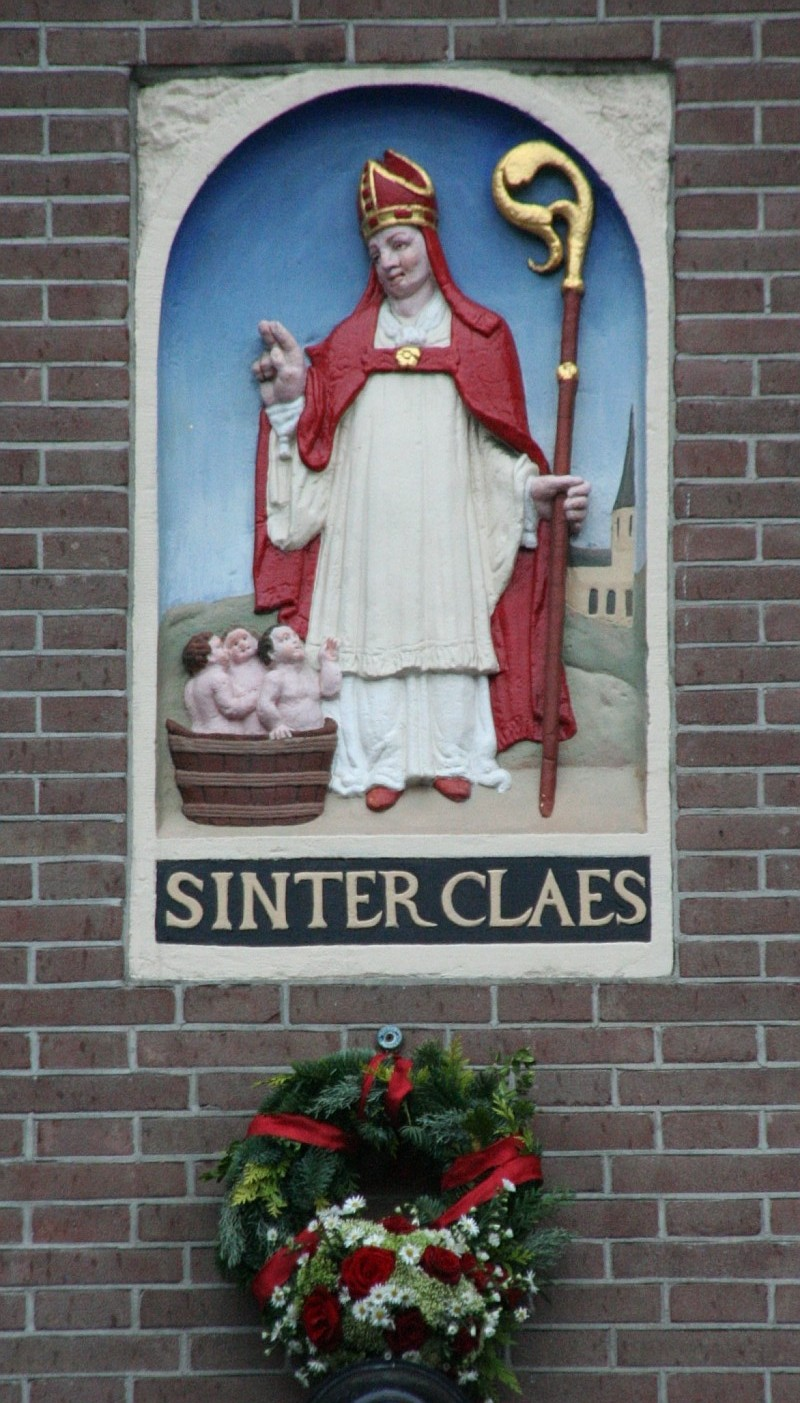
Святий Миколай — покровитель Амстердама

Нідерланди є другою в світі країною з найменшою кількістю національних свят. У Нідерландах протягом року відзначають 9 основних свят.
| Дата                        | Назва               | Назва нідерландською   |
| --------------------------- | ------------------- | ---------------------- |
| 1 січня                     | Новий рік           | Nieuwjaar              |
| Березень або квітень        | Велика П'ятниця     | Goede Vrijdag          |
| Березень або квітень        | Великдень           | Pasen                  |
| 27 квітня                   | День короля         | Koningsdag             |
| 4 травня                    | День поминання      | Dodenherdenking        |
| 5 травня                    | День визволення     | Bevrijdingsdag         |
| За 40 днів після Великодня  | Вознесіння Господнє | Hemelvaartsdag         |
| За 7 тижнів після Великодня | День Святої Трійці  | Pinksteren             |
| 11 листопада                | День св. Мартина    | Het Sint-Maartensfeest |
| 25, 26 грудня               | Різдво Христове     | Kerstmis               |

Зазвичай діти та дорослі святкують день святого Миколая, покровителя Амстердама, 5 грудня, проте цей день не є національним святом. Для більшості комерційних організацій Велика П'ятниця та Вознесіння Христове є вихідним днями, проте у більшості державних організацій ці свята є робочими днями. День визволення є вихідним кожні п'ять років. Якщо це свято припадає на вихідний день, то в будні додається ще один вихідний день. Останнім часом стало поширюватися мусульманське свято рамазан-байрам, яке стали вважати національним, проте формально воно таким не є.